# 高等教育

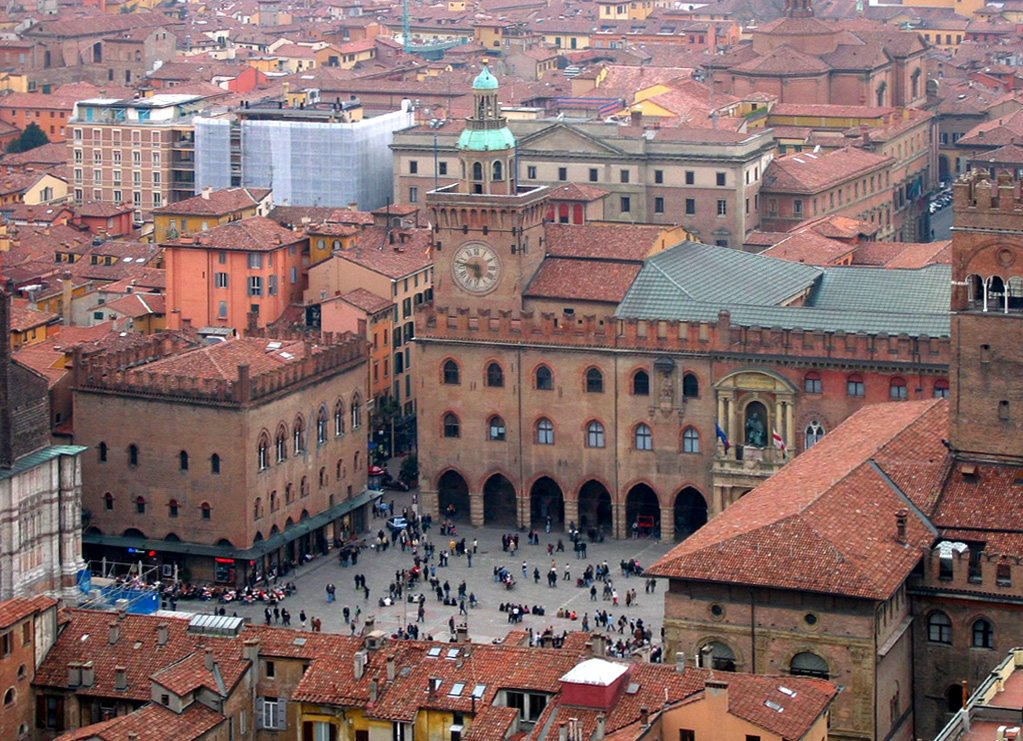
西洋最古の高等教育施設
ボローニャ大学（イタリア）

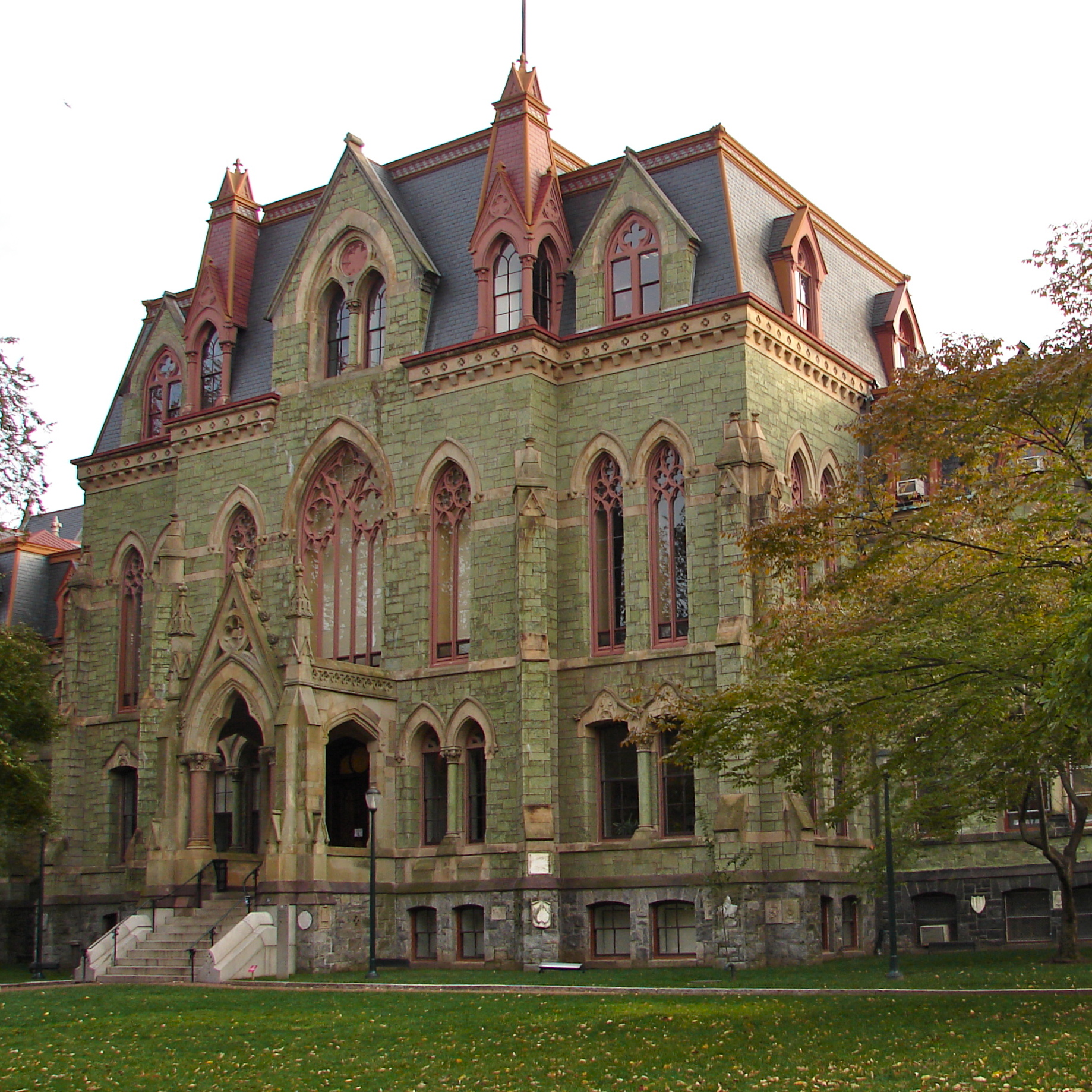
米国ペンシルベニア大学は、米国で初めて "university" を名乗った教育施設

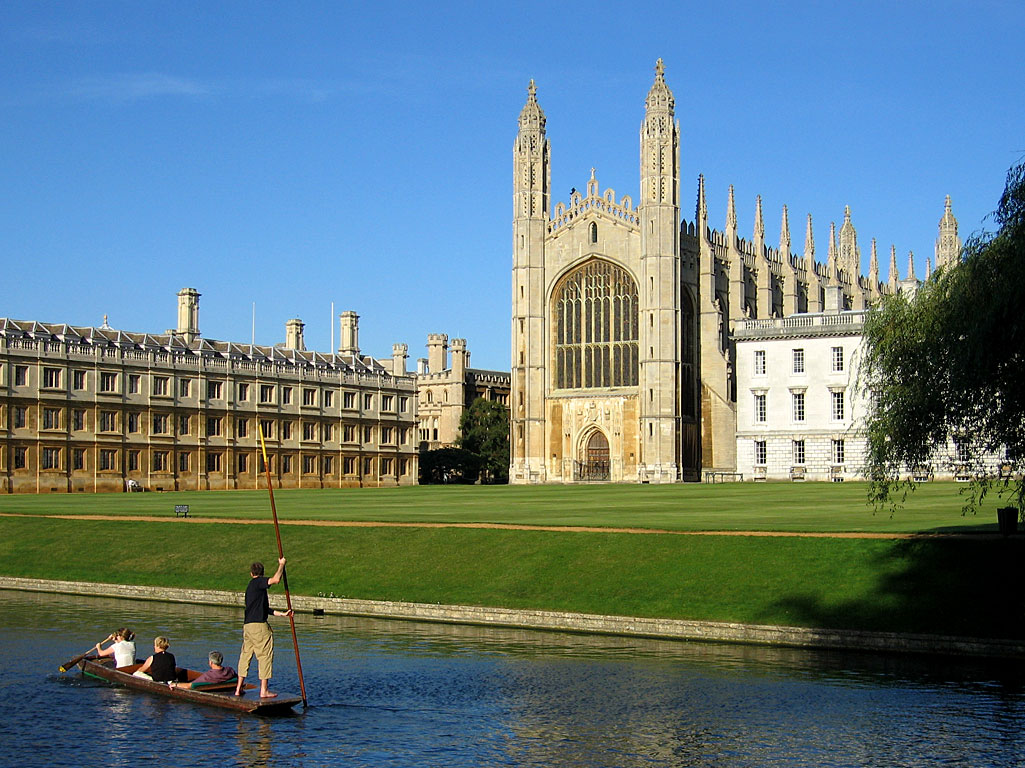
イギリスを代表する大学のひとつ
ケンブリッジ大学。

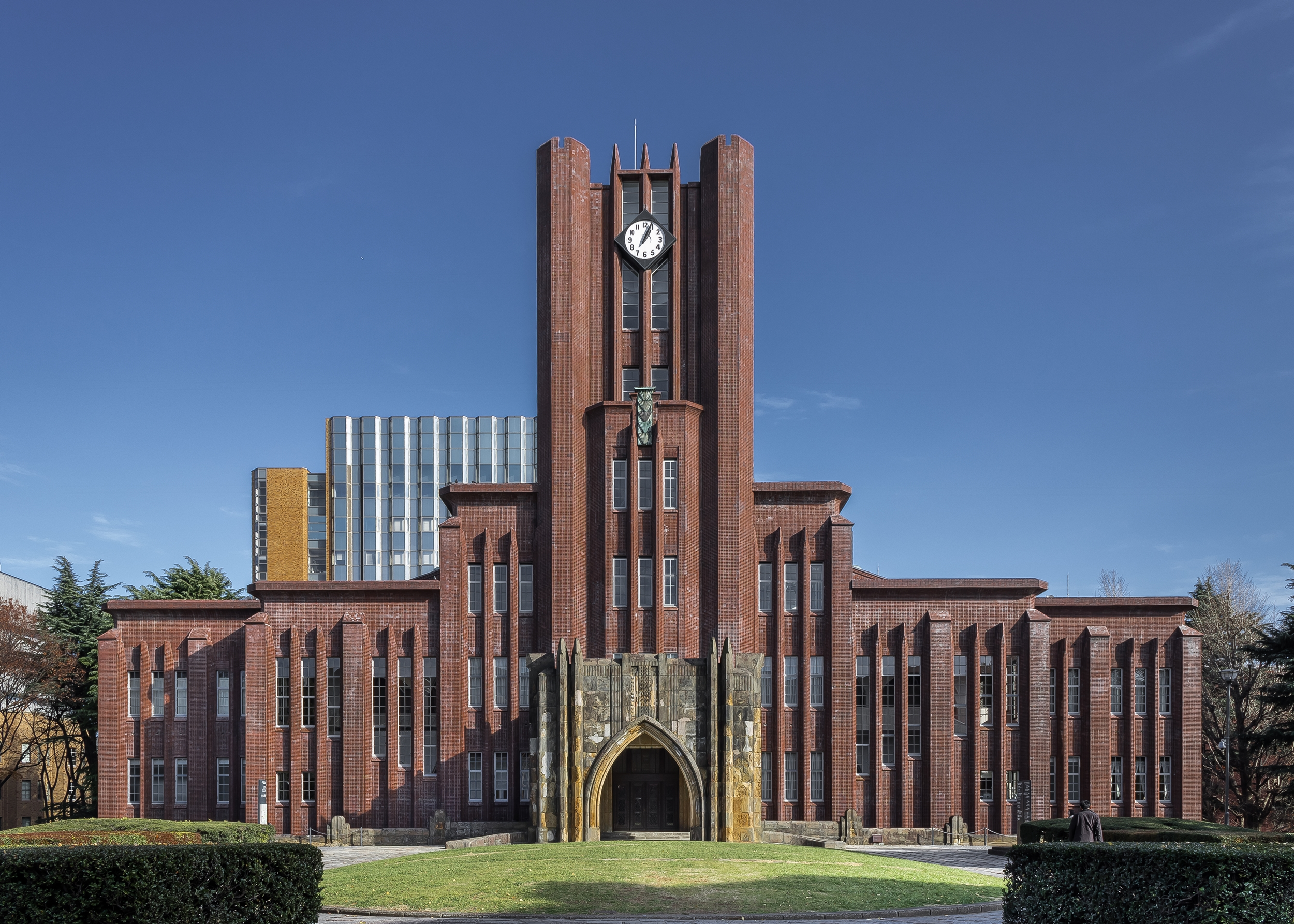
日本を代表する国立大学のひとつ東京大学（安田講堂）。

高等教育（こうとうきょういく、Higher education）とは、中等教育における学修を受け、学修の成果として学位などの学術称号やサーティフィケートが授与される課程、具体的には、大学、高等専門学校、専門学校、各種学校（後期中等教育修了後、修業年限が2年以上）などで行われている教育のことである。

## 定義
国際標準教育分類（ISCED）ではレベル5以上のものを指す。『世界人権宣言』においては「高等教育は、能力に応じ、すべての者にひとしく開放されていなければならない」と定められている。
ISCEDによる「第3期の教育」（Tertiary education）における高等教育の区分は、学士レベル（Bachelor）の課程はレベル6、短期大学士（Associate）課程の専攻科はレベル6、大学院の修士・博士前期課程はレベル7、博士後期課程はレベル8、短期大学および高等専門学校、専門学校は、ISCEDレベル5に区分される。
また、「高等」教育という呼称から、日本の高等学校の課程が高等教育を行う課程であると誤認されることもあるが、正しくはそれは後期中等教育（ISCEDレベル3）を行う課程である。また、それらの学校の専攻科については中等後非高等教育（ISCEDレベル4）に短期大学専攻科および高等専門学校専攻科は（ISCEDレベル5）に位置づけられている。

## 概要
高等教育は、中等教育を修了した者またはそれと同等以上とみなされた者が知識・倫理・技術などを深く学び、さらにそれらの理論や実践を身に付ける。そのことを通じて、課程を修了した後に、職業人となるなどして広く社会に、教育の成果を還元する。高等教育を行う学校には、大学、高等専門学校、その他の教育施設があり、教育施設の中でも学位またはそれに準ずる学術称号を授与する権限を持っていたり、課程の修了により他の機関から授与されることに特徴がある。
高等教育は、時代や地域によっては、将来の国や社会を担うエリート養成という役割がある。一方、近年、高等教育は個人の能力に応じ、すべての者に等しく開放されなければならないと国際人権規約により規定されており、高等教育の進学率は上昇傾向にある。現在の先進国では、高等教育進学率が50%以上の国も少なくない。
大国では母語による高等教育を行う例が多い（母語でほとんどの専門科目の授業と教科書がそろっている）。これに対し、母語による高等教育が非効率もしくは困難とされる国も世界には多く、英語やフランス語などの非母語を併用する。
各校種の意義は時代、地域によってそれぞれだが、高等教育の目指すものの内容についても議論が行なわれており、ユネスコ高等教育世界宣言などの文書もある。欧州圏ではボローニャ・プロセスにより、各国の高等教育レベル互換性を定める作業が進んでいる。

## 種別
高等教育の制度は国によって若干の相違があるが、基本的には、大学とその他の専門的教育・職業的教育のための学校とに区別される。

### 一般教育
一般的な高等教育は、大学やカレッジといった教育施設にて実施される。
- リベラルアーツ教育 - 環境学、グレート・ブックス、歴史、言語、言語学、文学、数学、音楽、哲学、政治科学、心理学、宗教学、科学、社会学、演劇
- 工学教育 - 下位分類には、航空学、生物学、都市工学、化学、コンピュータ、電気、産業工学、機械化学などがある
- パフォーマンスアート - 舞踊学校、ドラマ学校、音楽学校など
- 視覚芸術 - 映画学校、美術学校

### 職業教育
高等職業教育は大学以外の中等後教育（non-university tertiary level）に分類される。

### 高度専門職業教育
高度専門職業教育（Professional higher education）は、一般の高等教育とは区別されており、それはエンプロイアビリティを高め、資格を身に付けさせ、技術革新を刺激し、本人と社会に利益をもたらすことを目的とする。
教育施設の例としては、建築学、ビジネス、ジャーナリズム、法学、図書館学、眼科、薬学、公共政策、医療、工学、足病学、歯科、獣医学などがある。

## 世界各国の高等教育

### 日本
日本において高等教育とは、狭義には、学校教育法第1条に定められる学校（一条校）のうち、後期中等教育に続く上位の学校種で実施される教育を意味する。具体的には大学・高等専門学校で行われる教育である。
また広義には、国家が国民に対して保証すべき教育（学校教育）のうち、基礎的教育（初等教育、中等教育）に続く上位の教育であって、一般教育と専門教育の双方を充分に行うものを意味する。18歳から30歳までの在籍者数が多く、成人年齢に達した若者世代に対する学校教育という色彩も持っている。専門学校のうち、修了者に専門士または高度専門士の称号が授与される課程も高等教育に分類される。
文部科学省が所管する教育機関については、以下の機関が高等教育機関として分類されている。
- ISCED-5 - 短期大学、高等専門学校[注 18]、専修学校専門課程（専門学校）[注 3][注 19]、各種学校（後期中等教育修了後、修業年限が2年以上）
- ISCED-6 - 大学学部、短期大学および高等専門学校に設置された平成27年法改正後の基準を満たしている修業年限2年間の専攻科
- ISCED-7 - 大学院修士課程、専門職学位課程
- ISCED-8 - 大学院博士課程

文部科学省のまとめによれば、2003年度（平成15年度）の18歳人口に対する高等教育機関進学率は72%以上となっている。学生数の割合は21%が国公立、79%が私立であった（2012年）。
一方、文部科学省所管外の省庁大学校は一条校としての大学ではないため、学校基本調査の対象外である。しかし省庁大学校のうち、防衛大学校、防衛医科大学校、水産大学校、海上保安大学校、気象大学校、職業能力開発総合大学校、および国立看護大学校の7校の各課程は、独立行政法人大学改革支援・学位授与機構により大学の学部または大学院に相当する教育を行うものと認定されており、これらの省庁大学校の卒業者や修了者には、学士、修士、または博士の学位が同機構より授与される。
また高等学校専攻科のうち、修了者に大学編入学が認められている課程に関しては文部科学省告示により、その設置基準が専門学校と同等以上とされていることから学位・学術称号の授与は無いもののISCED-5相当の高等教育を受けている者と看做される。

### アメリカ合衆国
アメリカ合衆国では、リベラルアーツカレッジ、大学、コミュニティーカレッジなどが高等教育を担っている。
アメリカで連邦政府が運営する大学は、陸・海・空軍の士官学校と空軍大学校の他には存在しない。
また、米国の大学の数は日本に比べ圧倒的に多く、大規模大学・小規模大学をすべて含めると実に4000以上存在する。
- コミュニティ・カレッジ[注 28]は2年制大学である。米国の各州のカレッジにおいてその特徴や学位・称号はすべて異なる。コミュニティ・カレッジはほぼすべてが州立またはその他の公立でコミュニティという表現にあるように地域の税金を納めている者が対象である。低所得者が社会で活躍するチャンスを与える為のセーフティーネットがそこにはある。米国では既に職を得て働く者が専門職の資格取得をしたり、高等学校卒業後、学費が4年制大学より安いという理由からコミュニティ・カレッジで単位を取得してから州立大学に編入学する者がほとんどである。
- 私立総合大学 - アイビーリーグがその代表で、元々リベラルアーツ・カレッジだった大学が大学院を持ち、組織や設備を増やすことで巨大化した大学。日本では、ハーバード大学、イェール大学、プリンストン大学、スタンフォード大学などは全米トップ4のHYPSとして有名。
- 州立総合大学 - 州民のために作られた州で中枢となる教育機関である。元々は師範学校や農業試験場などが大学へ昇格したり、州立大学の分校が独立して大学になった例が多い。そのため、農業や工業など実学系の専門分野が多い。カリフォルニア大学ロサンゼルス校やカリフォルニア大学バークレー校 (UC Berkeley)に代表されるカリフォルニア大学群は日本でも有名。
- リベラルアーツ・カレッジ - 私立の学生数500人〜2000人で一般的に全寮制の大学。牧師養成学校から発展したものが多く、知識人や知的エリートの集中的養成の役割を担ってきた。最近では学生一人あたりの教員数が多いという恵まれた教育条件と、キャンパスの自然環境の豊かさ[注 29]から、上位中産階級や大学教員の師弟が多い。女子大学も多く、東部に名門校が集中している。通常、学部のみの構成である。日本国内では同様の高等教育機関が非常に少ないためあまり知られていないが、アメリカでは大学ランキングにリベラルアーツ・カレッジ部門があるほど普及した形態である。

学期はセメスター制をしく学校と、トライメスター制、クォーター制をしく学校の3種類がある。セメスター制は日本と同じ年2学期制、トライメスターは3学期制で、クォーター制は春夏秋冬の4期から構成されている。クォーター制の夏期は基本的に補講期間と考えられていて、メジャーな授業は開講されない。州立大学やコミュニティ・カレッジでは、学費は日本と異なり登録する単位数によって変動する。学校間の提携が非常に発達しており、既得単位の移動が学校間で比較的容易なため、編入が頻繁に行われている。特に費用の安いコミュニティ・カレッジである程度単位を取得してから同一州内の4年制大学へ編入する方法は、成績・経済的な理由から特によく見かけられる。

### イギリス
イギリスでは、大学やシックスフォーム課程、継続教育カレッジなどが高等教育機関となっている。
大学はほとんど総合大学。イギリスの大学は国に属する団体ではない。よって大学の教員は公務員ではない。あくまでも研究費や学生の授業料を国費で援助しているだけである。オックスフォード大学、ケンブリッジ大学などが有名。

### オーストラリア
オーストラリアでは、大学と、技術・継続教育（TAFE）がある。

### オランダ
オランダの高等教育では、研究大学（WO）と高等職業教育機関（HBO）に分かれ、それぞれ入学に必要な中等教育ディプロマも異なる。概ね、母語ではなく英語を用いて高等教育が行われる。

### フランス
フランスにおける高等教育機関としては以下がある。
- 高等技術部（Section de technicien supérieur; STS）- 2年制。上級技術者免状（BTS）ディプロマを付与する。
- 技術大学（Institut universitaire de technologie; IUT） - 2年制の職業大学。技術大学ディプロマ（フランス語版）（DUT）を付与する。
- 一般大学（ユニベルシテ） - 3年制。学士号を付与する。
- グランゼコール - ナポレオンが国家エリートを養成するために設立した教育機関で別格であり、高度専門職業人を養成する。卒業者は民間企業に就職すると入社直後から課長クラスから始まる。バカロレア後に難関の入学試験があり、高校で特に成績優秀者が準備コースや一般大学を経て入学できる。卒業者は高位公務員や大企業の幹部になる。
- その他、高等音楽院、美術院なども高等教育機関として位置づけられる。

1965年時点ではバカロレア（大学入学資格）取得までいく者は同世代の約10%で、彼らの中にはグランぜコール以外に美術学校、ビジネススクールなど専門高等教育機関へ行く人たちもいるため「バカロレア（大学入学資格）があればどの大学、学部にも入れる」制度で問題なかった。しかし、バカロレア取得者の数は当時の3倍以上に増加し、グランゼコールや専門学校の定員は増えないので、そこに入学できなかった人たちが一般大学になだれ込んだ。バカロレア所持の希望者全入制度をそのまま施行するのは不可能になったため、先着順や抽選、成績などによって暗黙の了解として選別していた。2018年にエマニュエル・マクロン大統領によって大学に定員を設け、入学者を成績で決めるように法的に変更した。
2017年の15～24歳の世界の若年層失業率平均は約13%でフランスではリーマンショック以降に26%に上昇後から2017年時点でも20%後半であり、リーマンショック後に一度10%に上昇後に2017年時点で4%ほどの日本より遥かに高く、就職競争が激しい。フランスで大学入学者を成績で公式に判断するとのマクロン大統領による法律に反対する学生が多いのは大学卒業しないと就職すら困難だからである。

### ドイツ
ドイツの教育において高等教育機関は Hochschule と呼ばれる。大学についてはドイツの大学を参照。
公立大学は、以前は授業料が無料であり、入学も学部によっては順番待ちによっておこなわれていた。学部の段階から学問と技術を学ぶ気風が高く、2年間ほど在学した後に退学する人も多かったといわれていた。21世紀に入る前後で改革がおこなわれ、州によっては公立大学の授業料が有償化されたが、徐々にRP州やNRW州のように無料化の方向に進んでいる。また、ほとんどが州立であり国立は無い、私立大学の数は比較的少ない。
このような一般大学のほか、ファッハホーホシューレ（Fachhochschule）、ファッハシューレ（Fachschulen）、職業コレーク（Berufskolleg）などの職業学位を付与する高等教育機関もある。

### 韓国
韓国の教育において高等教育では日本の高等教育と同じで大学院（博士・修士課程）、4年制以上の大学を「大学校」と呼び、2〜3年制の大学を「大学」または「専門大学」と呼ばれている。

## 今後の課題

### メンタル問題
様々な精神疾患の罹患率は青年期で高く、実際に気分障害や不安障害の危険因子である抑うつや不安症状、さらには自殺念慮などに苦しんでいる学生が多く出てきている中、高等教育機関で抑うつや不安症状などの精神的不適応を予防する取り組みを行っていく必要があると指摘されている。そのための有効な方法の一つとして、大規模授業や学生相談機関などを活用した集団形式での抑うつ・不安症状予防プログラムをカリキュラムの中で実施することの必要性が示されており、実際にアメリカやイギリスの高等教育機関では実施されつつある。さらに、人間関係の改善や将来不安の払拭に向けての具体的な支援の必要性も指摘されている。

### 男女格差
2009年の時点で、ヨーロッパと北米ではスイス1国を除き、すべての国で高等教育機関の女子学生割合が男子学生を上回っている。アメリカでは、2021年の時点で大学への入学率と卒業率も男子より高く、2014年の時点で学士号・修士号・博士号のすべての取得者数において、男子を上回っている。2022年のユネスコ報告書においても、高等教育段階への進学者数は世界平均で女子100人に対して男子88人に留まり、この男女格差はサブサハラを除いたすべての地域で共通している。高等教育段階で男子が立ち遅れる理由には、苛酷な規律、体罰など学校における暴力、ジェンダー化された規範と期待、そして貧困と児童労働があると指摘されている。